# Trébédan
Trébédan (bretonisch Trebêran) ist eine französische Gemeinde mit 439 Einwohnern (Stand 1. Januar 2022) im Département Côtes-d’Armor in der Region Bretagne. Sie gehört zum Arrondissement Dinan und zum Kanton Plancoët. Die Bewohner nennen sich Trébédanais(es).

## Geografie
Trébédan liegt etwa 30 Kilometer südwestlich von Saint-Malo und 46 Kilometer ostsüdöstlich von Saint-Brieuc im Osten des Départements Côtes-d’Armor.

## Bevölkerungsentwicklung
| Jahr                       | 1793 | 1800 | 1806 | 1821 | 1831 | 1856 | 1896 | 1911 | 1921 | 1962 | 1968 | 1975 | 1982 | 1990 | 1999 | 2006 | 2012 |
| Einwohner                  | 404  | 452  | 411  | 415  | 475  | 422  | 519  | 513  | 457  | 384  | 365  | 341  | 431  | 391  | 384  | 378  | 407  |
| Quellen: Cassini und INSEE |      |      |      |      |      |      |      |      |      |      |      |      |      |      |      |      |      |

## Sehenswürdigkeiten
Siehe: Liste der Monuments historiques in Trébédan